# Stagonospora caricinella
Stagonospora caricinella är en svampart som beskrevs av Brunaud 1893. Stagonospora caricinella ingår i släktet Stagonospora och familjen Phaeosphaeriaceae.   Inga underarter finns listade i Catalogue of Life.